# Thảm sát Turaymisah
Thảm sát Turaymisah là một vụ thảm sát được cho là do quân đội chính phủ Syria thực hiện ở Hama, miền trung Syria vào ngày 12 tháng 7 năm 2012. Vụ thảm sát khiến từ 200 đến 250 người thiệt mạng. Ngày 14 tháng 7 năm 2012, đại diện Liên Hợp Quốc tại Syria đã có báo cáo về vụ thảm sát. Nhiều quốc gia trên thế giới đã lên án vụ thảm sát.